# Колумбийская коата
Колумбийская коата (лат. Ateles hybridus) — примат семейства паукообразных обезьян.

## Описание
Конечности тонкие и длинные, при этом верхние конечности длиннее нижних. Хвост длиной 75 см, хватательного типа. Кончик хвоста голый. Вес взрослого самца от 7,9 до 9,1 кг, вес взрослой самки от 7,5 до 9 кг. Средняя длина тела около 50 см. Цвет шерсти варьируется от светло-коричневого до тёмно-коричневого на спине и голове. На лбу треугольная отметина белого цвета. Некоторые особи имеют светло-голубые глаза. Средняя продолжительность жизни составляет 27 лет в дикой природе. В неволе могут прожить на 10 лет больше.

## Распространение
В Колумбии встречается на правом берегу реки Магдалена в департаментах Магдалена и Сесар. Существуют также популяция на юго-западе Гуахиры.

## Поведение
Обычно живёт на высоте от 20 до 700 м над уровнем моря. Почти всё время проводит в кронах деревьев, изредка спускаясь на землю на водопой. Ввиду своего образа жизни предпочитает реликтовые леса. Перемещается в небольших группах, используя брахиацию.

## Рацион
В рационе преимущественно листья и фрукты. Фрукты составляют до 83 % рациона, однако в сухой сезон, когда фруктов мало, в рацион включаются листья, семена, кора деревьев, мёд, цветы, насекомые. В дикой природе наблюдались случаи поедания глины.

## Статус популяции
Колумбийская коата является одним из самых редких и угрожаемых приматов. Основные угрозы для популяции — разрушение среды обитания, фрагментация леса и охота. В 2003 году было подсчитано, что популяция сократилась на 80 % за предыдущие 45 лет (3 поколения). Осталось всего несколько групп достаточного размера для того, чтобы выжить в далёкой перспективе. Точное количество оставшихся животных неизвестно, однако в период между маем 2009 года и маем 2010 года не было зафиксировано ни одного рождения. В местах обитания продолжается вырубка леса. Считается, что уже 98 % первоначального ареала непригодно для жизни колумбийской коаты.